# Cancioneiro da Vaticana

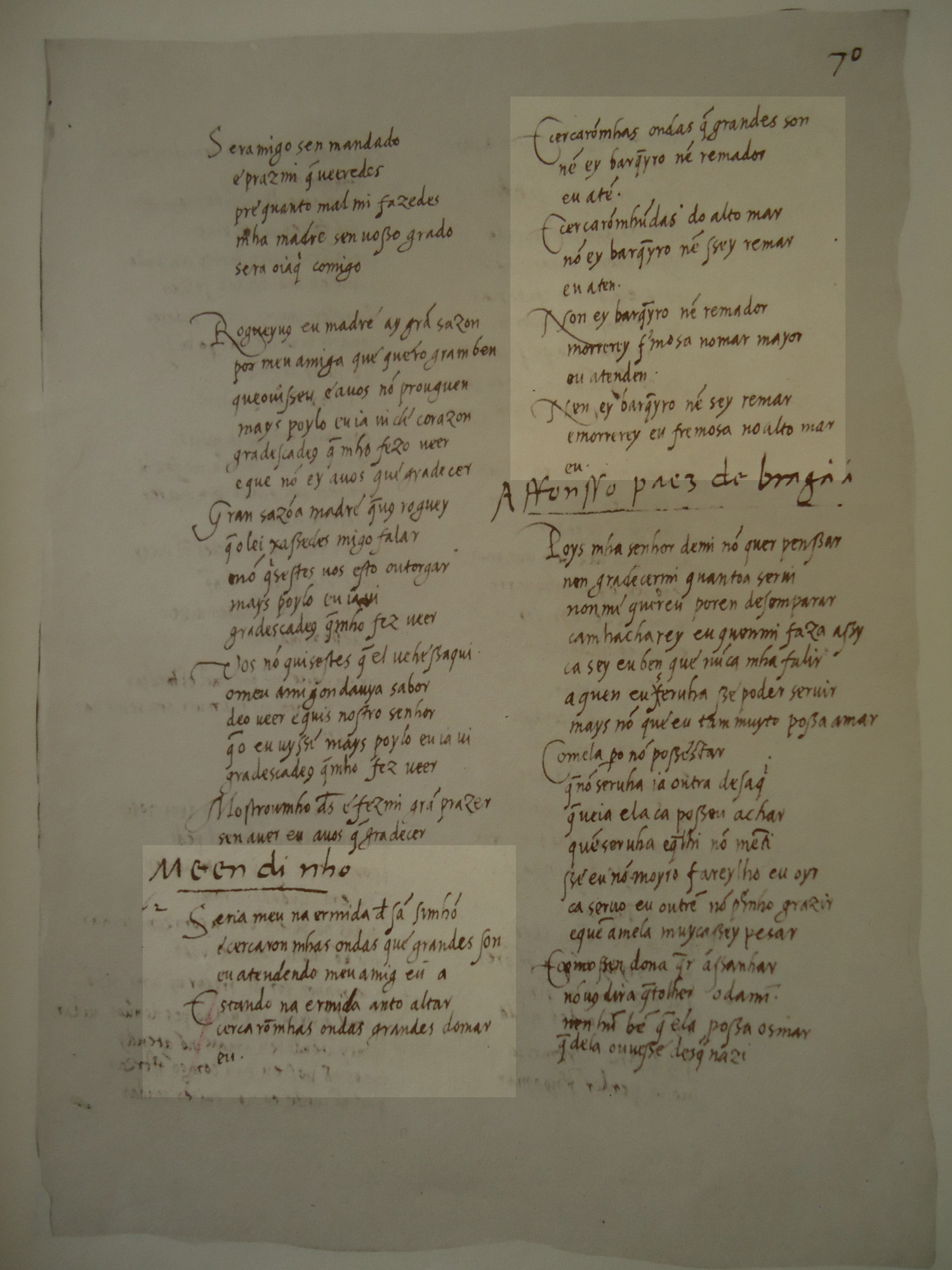
V 438

Le Cancioneiro da Vaticana est un des trois cancioneros qui recueillent les cantigas de la poésie médiévale galaïco-portugaise. Il doit son nom au fait d'avoir été découvert en 1840 par Fernando Wolf à la Bibliothèque apostolique vaticane, à Rome. C'est un codex de 210 feuilles numérotées, qui contient un total de 1 205 cantigas, attribuées à une centaine d'auteurs différents. Le manuscrit est clairement écrit par deux mains : une qui a copié les poèmes et autre qui a ajouté les noms des auteurs. Les cantigas appartiennent aux trois genres principaux de la lyrique galaïco-portugaise : cantigas de amor, cantigas de amigo et cantigas de escarnio.
De même que le Cancioneiro Colocci-Brancuti, on peut le dater du début du XVIe siècle. Comme pour le précédent, on suppose qu'il s'agit d'une copie d'un codex antérieur, qui a pu être compilé par Pierre Alphonse, comte de Barcelos, dans la première moitié du XIVe siècle.

## Sources
- (es) Cet article est partiellement ou en totalité issu de l’article de Wikipédia en espagnol intitulé « Cancionero de la Biblioteca Vaticana » (voir la liste des auteurs).